# Jaderná elektrárna Čašma
Jaderná elektrárna Čašma (zkratka CHASNUPP) je jaderná elektrárna, která se nachází ve středním Pákistánu, v provincii Paňdžáb. Elektrárna provozuje čtyři jaderné reaktory. 

## Historie a technické informace
Výstavba jaderné elektrárny započala v roce 1993 a první blok byl dokončen v roce 2000. Po něm následoval druhý v roce 2011, třetí v roce 2016 a čtvrtý 2017. Celkem má stanice čtyři provozní energobloky. Všechny jsou vodou chlazené, čínské konstrukce CNP-300. Celková celková kapacita JE Chashma je v současnosti 1330 MW. 
Projednávána je i výstavba bloku č.5 s reaktorem Hualon One (HPR-1000) o hrubém výkonu 1200 MW s hlavním dodavatelem opět Čínou. Výstavba bloku započala 14. července 2023.

## Informace o reaktorech
| Reaktor | Typ reaktoru | Výkon   | Výkon   | Zahájení výstavby | Připojení k síti | Uvedení do provozu | Uzavření |
| Reaktor | Typ reaktoru | Čistý   | Hrubý   | Zahájení výstavby | Připojení k síti | Uvedení do provozu | Uzavření |
| ------- | ------------ | ------- | ------- | ----------------- | ---------------- | ------------------ | -------- |
| Čašma-1 | CNP-300      | 300 MW  | 325 MW  | 1. 8. 1993        | 13. 6. 2000      | 15. 9. 2000        |          |
| Čašma-2 | CNP-300      | 300 MW  | 325 MW  | 28. 12. 2005      | 14. 3. 2011      | 18. 5. 2011        |          |
| Čašma-3 | CNP-300      | 315 MW  | 340 MW  | 28. 5. 2011       | 15. 10. 2016     | 1. 12. 2016        |          |
| Čašma-4 | CNP-300      | 315 MW  | 340 MW  | 18. 12. 2011      | 7. 1. 2017       | 19. 9. 2017        |          |
| Čašma-5 | Hualong One  | 1117 MW | 1200 MW | 30. 12. 2024      |                  |                    |          |